# Partecipanti al Giro d'Italia 1988
Elenco dei partecipanti al Giro d'Italia 1988.
Il Giro d'Italia 1988 fu la settantunesima edizione della corsa. Alla competizione presero parte 20 squadre, ciascuna delle quali composta da nove corridori, per un totale di 180 ciclisti. La corsa partì il 23 maggio da Urbino e terminò il 12 giugno a Vittorio Veneto; in quest'ultima località portarono a termine la competizione 125 corridori. 

## Corridori per squadra
Nota: R ritirato, NP non partito, FT fuori tempo, SQ squalificato.
| Alba Cucine-Benotto       | Alba Cucine-Benotto       | Alba Cucine-Benotto       | Gewiss-Bianchi       | Gewiss-Bianchi       | Gewiss-Bianchi       | Reynolds-Reynolon-Pinarello | Reynolds-Reynolon-Pinarello | Reynolds-Reynolon-Pinarello |
| ------------------------- | ------------------------- | ------------------------- | -------------------- | -------------------- | -------------------- | --------------------------- | --------------------------- | --------------------------- |
| 1                         | Flavio Chesini            | 104º                      | 71                   | Luigi Furlan         | 97º                  | 141                         | Pedro Delgado               | 7º                          |
| 2                         | Stefano Colagè            | R 17ª                     | 72                   | Emanuele Bombini     | 20º                  | 142                         | Luis Javier Lukin           | 32º                         |
| 3                         | Marco Franceschini        | 25º                       | 73                   | Davide Cassani       | R 7ª                 | 143                         | José Luis Laguía            | 30º                         |
| 4                         | Enrico Galleschi          | 51º                       | 74                   | Roberto Pagnin       | 49º                  | 144                         | Omar Hernández              | 47º                         |
| 5                         | Alessandro Giannelli      | R 17ª                     | 75                   | Renato Piccolo       | 63º                  | 145                         | Dominique Arnaud            | 38º                         |
| 6                         | Enrico Grimani            | 122º                      | 76                   | Paolo Rosola         | 102º                 | 146                         | William Palacios            | R 12ª                       |
| 7                         | Rodolfo Massi             | R 6ª                      | 77                   | Ennio Salvador       | 73º                  | 147                         | Kari Myyryläinen            | R 10ª                       |
| 8                         | Mauro Antonio Santaromita | 34º                       | 78                   | Alberto Volpi        | 19º                  | 148                         | Jesús Rodríguez Magro       | 45º                         |
| 9                         | Claudio Savini            | 28º                       | 79                   | Jesper Worre         | 68º                  | 149                         | Melchor Mauri               | 98º                         |
| Alfa Lum-Legnano-Ecoflam  | Alfa Lum-Legnano-Ecoflam  | Alfa Lum-Legnano-Ecoflam  | Gis Gelati-Ecoflam   | Gis Gelati-Ecoflam   | Gis Gelati-Ecoflam   | Salotti Chateau d'Ax        | Salotti Chateau d'Ax        | Salotti Chateau d'Ax        |
| 11                        | Marino Amadori            | 31º                       | 81                   | Adriano Baffi        | R 14ª                | 151                         | Gianni Bugno                | R 4ª                        |
| 12                        | Luciano Boffo             | 108º                      | 82                   | Salvatore Cavallaro  | R 14ª                | 152                         | Tony Rominger               | 44º                         |
| 13                        | Daniele Caroli            | 116º                      | 83                   | Cesare Cipollini     | R 16ª                | 153                         | Claudio Corti               | 54º                         |
| 14                        | Orlando Maini             | R 19ª                     | 84                   | Daniele del Ben      | 113º                 | 154                         | Stefano Allocchio           | 114º                        |
| 15                        | Camillo Passera           | R 19ª                     | 85                   | Federico Ghiotto     | 90º                  | 155                         | Giovanni Bottoia            | 121º                        |
| 16                        | Maurizio Rossi            | R 17ª                     | 86                   | Marco Giovannetti    | 6º                   | 156                         | Stefano Giuliani            | 56º                         |
| 17                        | Federico Longo            | NP 18ª                    | 87                   | Palmiro Masciarelli  | R 13ª                | 157                         | Alessandro Pozzi            | 76º                         |
| 18                        | Marco Zen                 | 83º                       | 88                   | Giuseppe Petito      | 106º                 | 158                         | Ennio Vanotti               | 21º                         |
| 19                        | Jiří Škoda                | 60º                       | 89                   | Johan van der Velde  | 65º                  | 159                         | Franco Vona                 | 15º                         |
| Atala-Ofmega              | Atala-Ofmega              | Atala-Ofmega              | Magniflex-Cyndarella | Magniflex-Cyndarella | Magniflex-Cyndarella | Selca-Ciclolinea-Conti      | Selca-Ciclolinea-Conti      | Selca-Ciclolinea-Conti      |
| 21                        | Gianbattista Bardelloni   | R 14ª                     | 91                   | Beat Breu            | 11º                  | 161                         | Daniele Asti                | R 12ª                       |
| 22                        | Tullio Cortinovis         | 87º                       | 92                   | Fabian Fuchs         | R 14ª                | 162                         | Roberto Conti               | 33º                         |
| 23                        | Giovanni Mantovani        | R 13ª                     | 93                   | Daniel Gisiger       | 92º                  | 163                         | Michele Moro                | 59º                         |
| 24                        | Silvio Martinello         | 107º                      | 94                   | Bruno Hürlimann      | 72º                  | 164                         | Dante Morandi               | 125º                        |
| 25                        | Mario Noris               | 96º                       | 95                   | Rolf Järmann         | 48º                  | 165                         | Moreno Musetti              | R 5ª                        |
| 26                        | Massimo Podenzana         | 41º                       | 96                   | Omar Pedretti        | R 6ª                 | 166                         | Patrizio Gambirasio         | 120º                        |
| 27                        | Claudio Vandelli          | 89º                       | 97                   | Pius Schwarzentruber | R 5ª                 | 167                         | Edoardo Rocchi              | 111º                        |
| 28                        | Maurizio Vandelli         | 10º                       | 98                   | Kurt Steinmann       | 71º                  | 168                         | Gianluca Brugnami           | R 16ª                       |
| 29                        | Marco Vitali              | 35º                       | 99                   | Werner Stutz         | 43º                  | 169                         | Fabrizio Vannucci           | 95º                         |
| Carrera-Vagabond          | Carrera-Vagabond          | Carrera-Vagabond          | Malvor-Sidi          | Malvor-Sidi          | Malvor-Sidi          | 7-Eleven-Hoonved            | 7-Eleven-Hoonved            | 7-Eleven-Hoonved            |
| 31                        | Roberto Visentini         | 13º                       | 101                  | Silvano Contini      | 22º                  | 171                         | Raúl Alcalá                 | 14º                         |
| 32                        | Urs Zimmermann            | 3º                        | 102                  | Gianni Faresin       | 50º                  | 172                         | Andrew Hampsten             | 1º                          |
| 33                        | Guido Bontempi            | 91º                       | 103                  | Gianpaolo Fregonese  | 64º                  | 173                         | Ron Kiefel                  | 62º                         |
| 34                        | Massimo Ghirotto          | 18º                       | 104                  | Silvano Lorenzon     | 85º                  | 174                         | Roy Knickman                | FTM 12ª                     |
| 35                        | Erich Mächler             | R 14ª                     | 105                  | Daniele Pizzol       | 81º                  | 175                         | Dag Otto Lauritzen          | NP 18ª                      |
| 36                        | Primož Čerin              | R 12ª                     | 106                  | Giovanni Strazzer    | 110º                 | 176                         | Davis Phinney               | 118º                        |
| 37                        | Claudio Chiappucci        | 24º                       | 107                  | Helmut Wechselberger | 23º                  | 177                         | Jeff Pierce                 | 46º                         |
| 38                        | Fabio Bordonali           | 84º                       | 108                  | Arno Wohlfahrter     | 99º                  | 178                         | Bob Roll                    | 61º                         |
| 39                        | Marco Votolo              | 78º                       | 109                  | Paul Popp            | 115º                 | 179                         | Jens Veggerby               | R 12ª                       |
| Ceramiche Ariostea-Gres   | Ceramiche Ariostea-Gres   | Ceramiche Ariostea-Gres   | Mosoca-Isoglass      | Mosoca-Isoglass      | Mosoca-Isoglass      | Toshiba                     | Toshiba                     | Toshiba                     |
| 41                        | Francesco Cesarini        | 88º                       | 111                  | Alfio Vandi          | 31º                  | 181                         | Jean-François Bernard       | NP 18ª                      |
| 42                        | Kjell Nilsson             | NP 17ª                    | 112                  | Hendrik Redant       | 124º                 | 182                         | Pierangelo Bincoletto       | 101º                        |
| 43                        | Stefan Joho               | NP 18ª                    | 113                  | Luc Ronsse           | 117º                 | 183                         | Andreas Kappes              | R 12ª                       |
| 44                        | Valerio Piva              | 100º                      | 114                  | Dirk Clarysse        | R 19ª                | 184                         | Johan Lammerts              | 105º                        |
| 45                        | Luciano Rabottini         | 53º                       | 115                  | Geert Vandewalle     | 123º                 | 185                         | Marc Madiot                 | 12º                         |
| 46                        | Fabio Roscioli            | FTM 19ª                   | 116                  | Domenico Cavallo     | R                    | 186                         | Pascal Poisson              | R 8ª                        |
| 47                        | Marco Saligari            | 93º                       | 117                  | Antonio Ferretti     | 112º                 | 187                         | Fabrice Philipot            | 37º                         |
| 48                        | Marcello Siboni           | 39º                       | 118                  | Daniel Wyder         | 58º                  | 188                         | Dominique Gaigne            | R 14ª                       |
| 49                        | Rolf Sørensen             | 42º                       | 119                  | Jan Erik Østergaard  | 119º                 | 189                         | Bjarne Riis                 | FTM 12ª                     |
| Del Tongo-Colnago-Zanussi | Del Tongo-Colnago-Zanussi | Del Tongo-Colnago-Zanussi | Panasonic-Isostar    | Panasonic-Isostar    | Panasonic-Isostar    | Zahor Chocolates-Pralin     | Zahor Chocolates-Pralin     | Zahor Chocolates-Pralin     |
| 51                        | Giuseppe Saronni          | 27º                       | 121                  | Erik Breukink        | 2º                   | 191                         | Juan Fernández              | R 6ª                        |
| 52                        | Maurizio Piovani          | 70º                       | 122                  | Urs Freuler          | 82º                  | 192                         | Cyrille Fancello            | R 14ª                       |
| 53                        | Franco Chioccioli         | 5º                        | 123                  | Henk Lubberding      | 69º                  | 193                         | Benny Van Brabant           | R 19ª                       |
| 54                        | Flavio Giupponi           | 4º                        | 124                  | Guy Nulens           | 17º                  | 194                         | Ángel Ocaña                 | NP 14ª                      |
| 55                        | Angelo Lecchi             | 29º                       | 125                  | Allan Peiper         | 103º                 | 195                         | Juan Tomás Martínez         | 16º                         |
| 56                        | Luciano Loro              | 36º                       | 126                  | Theo de Rooij        | 79º                  | 196                         | Jesús Suárez Cuevas         | 94º                         |
| 57                        | Czesław Lang              | 80º                       | 127                  | Eric Vanderaerden    | 75º                  | 197                         | Jesús Ignacio Ibáñez Loyo   | R 14ª                       |
| 58                        | Lech Piasecki             | 74º                       | 128                  | Teun van Vliet       | 57º                  | 198                         | Santiago Portillo           | 40º                         |
| 59                        | Luca Rota                 | 52º                       | 129                  | Peter Winnen         | 8º                   | 199                         | Juan Martín Zapatero        | R 6ª                        |
| Fanini-Seven Up           | Fanini-Seven Up           | Fanini-Seven Up           | PDM-Ultima-Concorde  | PDM-Ultima-Concorde  | PDM-Ultima-Concorde  |                             |                             |                             |
| 61                        | Stefano Tomasini          | 9º                        | 131                  | Greg LeMond          | NP 6ª                |                             |                             |                             |
| 62                        | Paolo Cimini              | R 6ª                      | 132                  | Vincent Barteau      | NP 9ª                |                             |                             |                             |
| 63                        | Pierino Gavazzi           | 67º                       | 133                  | Rudy Dhaenens        | R 14ª                |                             |                             |                             |
| 64                        | Alessio Di Basco          | 109º                      | 134                  | Jörg Müller          | 55º                  |                             |                             |                             |
| 65                        | Sergio Finazzi            | R 17ª                     | 135                  | Dag Erik Pedersen    | R 5ª                 |                             |                             |                             |
| 66                        | Alberto Elli              | 86º                       | 136                  | Steven Rooks         | R 14ª                |                             |                             |                             |
| 67                        | Luigi Botteon             | 77º                       | 137                  | Peter Stevenhaagen   | NP 6ª                |                             |                             |                             |
| 68                        | Maurizio Spreafico        | R 17ª                     | 138                  | Gert-Jan Theunisse   | NP 6ª                |                             |                             |                             |
| 69                        | Walter Brugna             | R 17ª                     | 139                  | Marc van Orsouw      | 66º                  |                             |                             |                             |

### Legenda
| Legenda          | Legenda | Legenda       | Legenda                                                  |
| ---------------- | --- | ------------- | -------------------------------------------------------- |
| Dorsale          | Dorsale di partenza del ciclista | Posizione     | Posizione finale nella classifica generale               |
| Maglia rosa      | Indica il vincitore della classifica generale                                                                                        | Maglia verde  | Indica il vincitore della classifica dei GPM             |
| Maglia ciclamino | Indica il vincitore della classifica a punti                                                                                         | Maglia bianca | Indica il vincitore della classifica dei giovani         |
| NP               | Indica un ciclista che non è ripartito in una tappa la mattina                                                                       | R             | Indica un ciclista che si è ritirato in una tappa        |
| FTM              | Indica un ciclista che ha concluso una tappa fuori tempo, ossia ha impiegato più tempo rispetto a quanto stabilito dal tempo massimo | EX            | Corridore escluso per non aver rispettato il regolamento |

## Corridori per nazione
Le nazionalità rappresentate nella manifestazione sono 18; in tabella il numero dei ciclisti suddivisi per la propria nazione di appartenenza:
| Numero corridori | Nazione                                                    |
| ---------------- | ---------------------------------------------------------- |
| 97               | Italia                                                     |
| 17               | Svizzera                                                   |
| 12               | Spagna                                                     |
| 11               | Paesi Bassi                                                |
| 8                | Belgio, Francia                                            |
| 7                | Stati Uniti                                                |
| 5                | Danimarca                                                  |
| 3                | Austria                                                    |
| 2                | Colombia, Norvegia, Polonia                                |
| 1                | Australia, Finlandia, Germania, Messico, Rep. Ceca, Svezia |